# Zoo di Melbourne

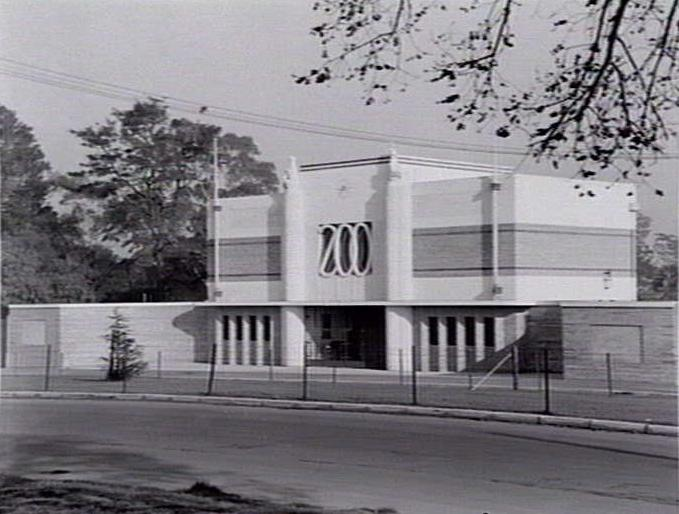
Ingresso dello Zoo di Melbourne

I Royal Melbourne Zoological Gardens, noti comunemente col nome di Melbourne Zoo, o zoo di Melbourne, contengono più di 320 specie animali australiane e dal resto del mondo.
I Royal Melbourne Zoological Gardens sono membri istituzionali a pieno titolo della Zoo and Aquarium Association (ZAA) e della World Association of Zoos and Aquariums (WAZA).

## Sezioni
- Tracce di elefanti: Ospita 5 elefanti indiani: un maschio (Bong Su) e 4 femmine (Mek Kapah, Dokkoon, Kulab e Num Oi.Ci sono inoltre due piccoli elefantini: Mali e il suo fratellastro Ongard (nati nel 2010).
- Casa delle farfalle: Mostra di farfalle tropicali
- Santuario degli oranghi: Ospita due famiglie di oranghi (una di oranghi di Sumatra e l'altra da ibridi tra oranghi di Sumatra e di Borneo)
- Foresta pluviale asiatica: Comprende tigri di Sumatra, lontre orientali e due voliere per uccelli asiatici

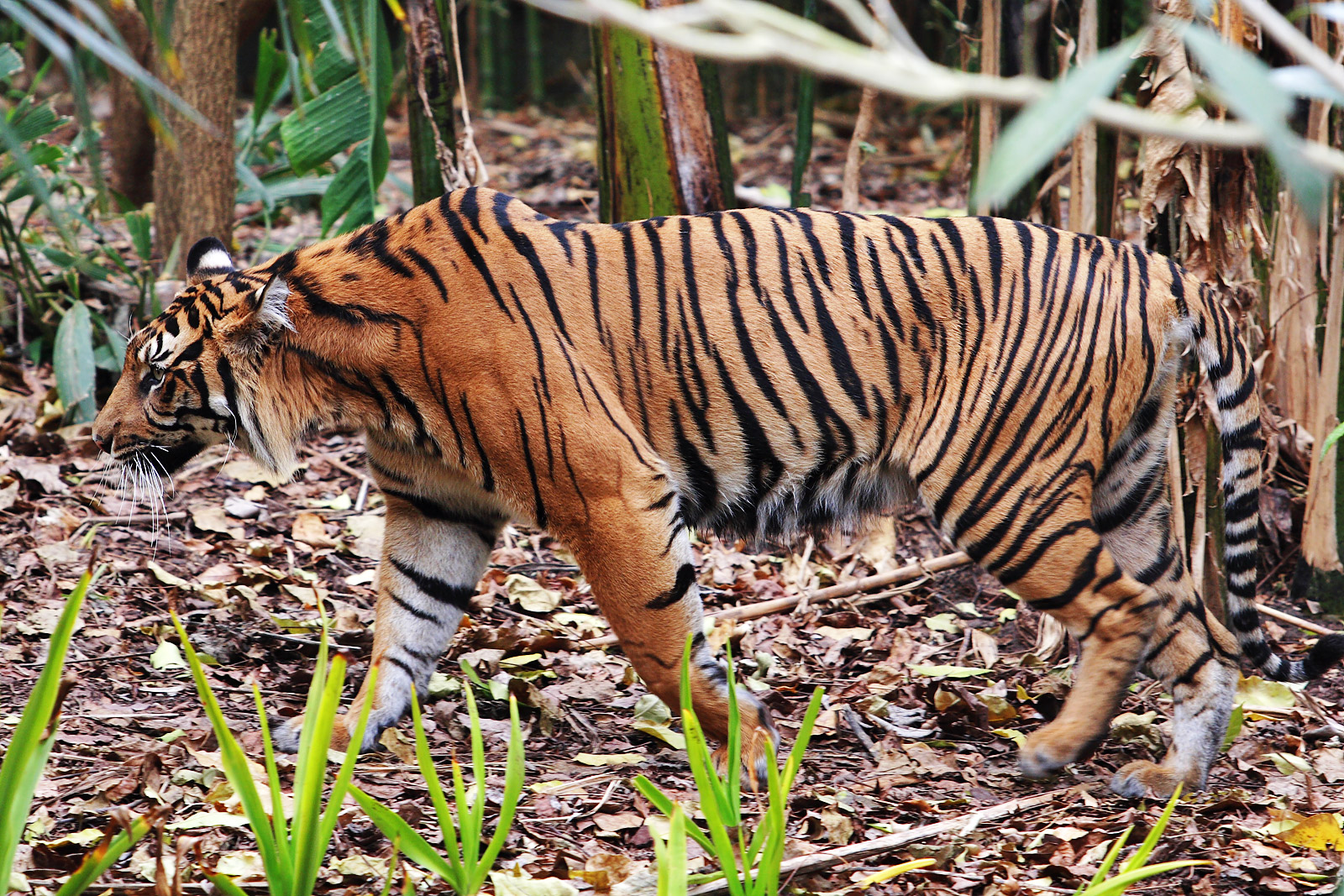
Esemplare di tigre di sumatra (Panthera tigris sumatrae) allo zoo di Melbourne
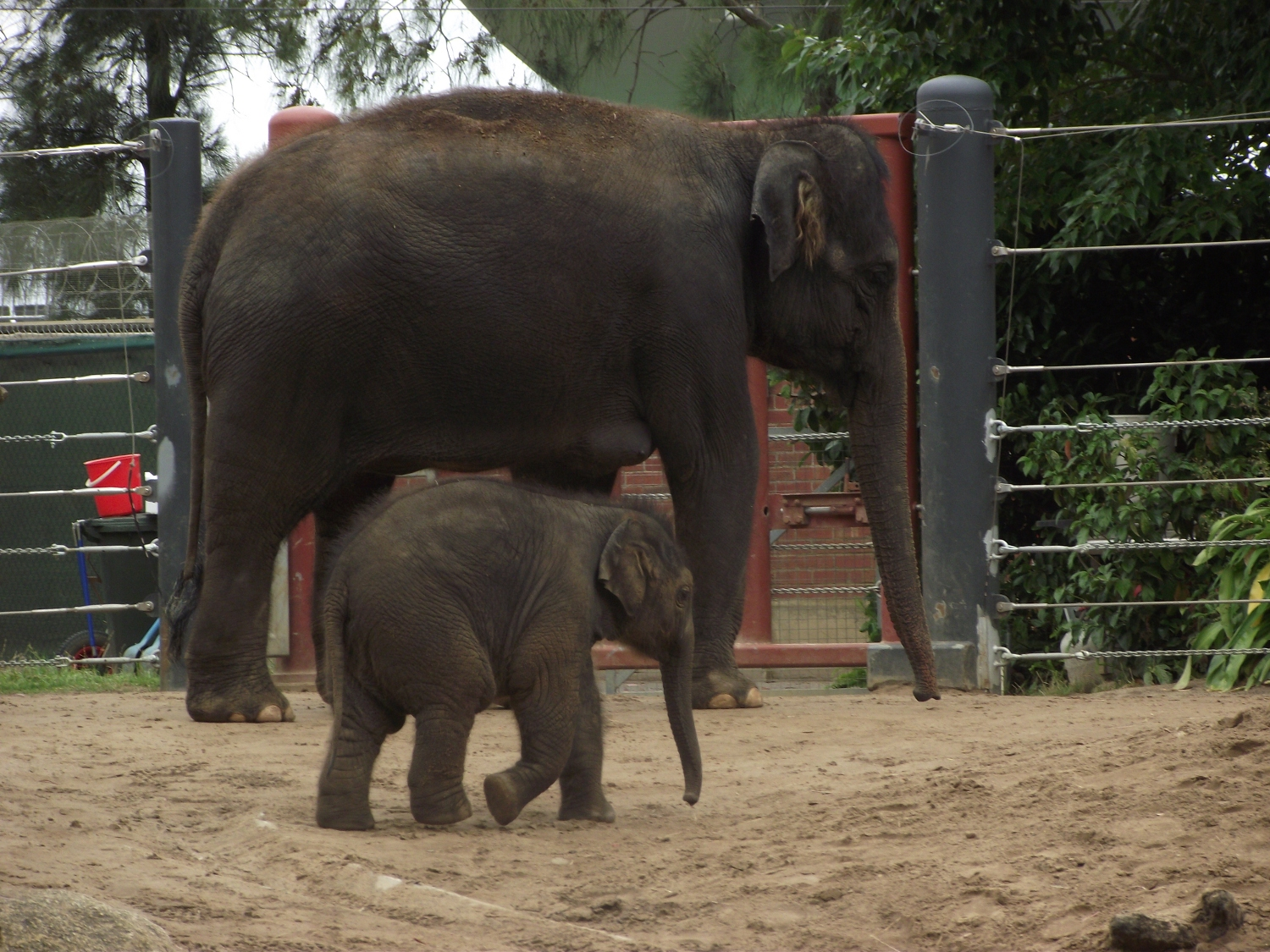
Recinto degli elefanti